# Brigade Michael Israel
La Brigade Michael Israel, aussi appelée les Forces antifascistes à Afrine, est une unité de volontaires internationaux des Forces démocratiques syriennes formée  en 2018 pendant la guerre civile syrienne.

## Histoire
La Brigade Michael Israel est formée au début de l'année 2018, au moment de la bataille d'Afrine. Elle adopte son nom en hommage à un combattant américain du Bataillon international de libération, Michael Israel, dit Robin Agiri, tué par un bombardement turc au nord-est d'al-Bab, le 29 novembre 2016, lors de l'Opération Bouclier de l'Euphrate. Dans son premier communiqué, publié le 13 février 2018, la brigade se présente comme un « groupe de communistes, socialistes, anarchistes et antifascistes, venus des quatre coins du monde, [...] unis au Rojava par les principes de solidarité, d’internationalisme et d’antifascisme ». Le groupe est constitué de volontaires étrangers d'extrême gauche, principalement Turcs et Occidentaux.
La brigade annonce qu'elle monte au front à Afrine le 19 février 2018. Cependant les Forces démocratiques syriennes sont durement éprouvées par l'artillerie et les frappes aériennes de l'armée turque. La brigade Michael Israel annonce son retrait d'Afrine le 22 mars 2018, elle reconnait la mort d'au moins un de ses combattants — un volontaire turc nommé Şevger Ara Makhno, tué le 8 mars par une frappe aérienne dans le village de Berbêné — ainsi que plusieurs blessés. Certains combattants sont alors envoyés dans l'Est de la Syrie pour prendre part à l'offensive de Deir ez-Zor.